# Eurytoma tomici
Eurytoma tomici är en stekelart som beskrevs av William Harris Ashmead 1894. Eurytoma tomici ingår i släktet Eurytoma och familjen kragglanssteklar. Inga underarter finns listade i Catalogue of Life.